# Philonotis capillaris
Philonotis capillaris là một loài rêu trong họ Bartramiaceae. Loài này được Lindb. mô tả khoa học đầu tiên năm 1867.